# Moldavanski
Moldavanski (del ruso: Молдаванский) es un jútor del raión de Krasnoarméiskaya del krai de Krasnodar, en Rusia. Está situado en la orilla derecha del Kubán, frente a Necháyevski y junto al Bosque Rojo del Kubán, 16 km al sudeste de Poltávskaya y 59 km al noroeste de Krasnodar. Tenía 435 habitantes en 2010
Pertenece al municipio Oktiábrskoye.